# Gérard de Courtonne
Gérard de Courtonne, mort le 17 octobre 1331, est un prélat français du XIVe siècle.
Gérard de Courtonne est chanoine de Paris et évêque de Soissons de 1313 à 1331. Il est envoyé par le roi en 1314 pour contribuer avec d'autres à l'élection du pape. Gérard de Courtonne fonde le chapitre de Saint Louis dans la chapelle épiscopale.

## Source
- La France pontificale